# 1981年世界乒乓球锦标赛

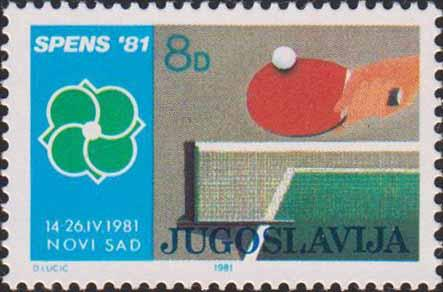
1981年世界乒乓球锦标赛纪念邮票

1981年世界乒乓球锦标赛是第三十六届世界乒乓球锦标赛，于1981年4月14日至26日在南斯拉夫诺维萨德举行。最终中国队包揽全部项目的冠军。

## 赛果

### 团体
| 项目                | 金牌                                              | 银牌                                                                                         | 铜牌                                                        |
| 男子团体 斯韦思林杯 | 中國 · 蔡振华 · 郭跃华 · 施之皓 · 王会元 · 谢赛克 | 匈牙利 · 盖尔盖伊·加博尔 · 约尼尔·伊什特万 · 克兰帕尔·蒂博尔 · 克赖斯·蒂博尔 · Zsolt Kriston | 日本 · 阿部博幸 · 五藤秀男 · 前原正浩 · 小野诚治 · 高島規郎 |
| 女子团体 考比伦杯   | 中國 · 曹燕华 · 齐宝香 · 童玲 · 张德英            | · 安海淑 · 黄男淑 · 金庚子 · 李寿子                                                          | · Kim Gyong-sun · 李松淑 · 朴英顺                           |

### 单项
| 项目     | 金牌          | 银牌          | 铜牌                              |
| 男子单打 | 郭跃华        | 蔡振华        | 德拉古廷·舒尔贝克                 |
| 男子单打 | 郭跃华        | 蔡振华        | 斯特兰·本特松                     |
| 女子单打 | 童玲          | 曹燕华        | 张德英                            |
| 女子单打 | 童玲          | 曹燕华        | 李寿子                            |
| 男子双打 | 蔡振华 李振恃 | 郭跃华 谢赛克 | 安通·斯蒂潘契奇 德拉古廷·舒尔贝克 |
| 男子双打 | 蔡振华 李振恃 | 郭跃华 谢赛克 | 帕特里克·比罗绍 雅克·塞克雷坦     |
| 女子双打 | 曹燕华 张德英 | 卜启娟 童玲   | 安海淑 黄男淑                     |
| 女子双打 | 曹燕华 张德英 | 卜启娟 童玲   | 黄俊群 阎桂丽                     |
| 混合双打 | 谢赛克 黄俊群 | 陈新华 童玲   | 黄亮 卜启娟                       |
| 混合双打 | 谢赛克 黄俊群 | 陈新华 童玲   | 德拉古廷·舒尔贝克 Branka Batini?  |